# Кун Юдэ
Кун Юдэ (孔有德; умер 7 августа 1652) — китайский авантюрист и офицер династии Мин, который служил под командованием военачальника Мао Вэньлуна вплоть до его смерти в 1629 году. Впоследствии он служил под начальством Сунь Юаньхуа, губернатора Шаньдуна, вместе с другим подчиненным Мао Гэн Чжунмином. Когда Сун приказал усилить Цзу Дашоу в битве при Далинхэ в 1631 году, Кун и Гэн взбунтовались, разграбили Дэнчжоу и впоследствии перешли на сторону маньчжуров, которые вскоре провозгласили себя китайской династией Цин, в 1633 году. К ним присоединился в 1634 году другой бывший офицер при Мао, Шан Кэси. Вместе они трое участвовали во многих кампаниях при династии Цин, ускорив падение династии Мин. Кун Юдэ получил от Цин титул «Князь — усмиритель Юга».

## Биография

### Ранняя карьера
Уроженец северной провинции Ляодун. Кун Юдэ был неграмотен, но был известен своей свирепостью и боевыми навыками в бою. Он был верным последователем полунезависимого военачальника Мао Вэньлуна, который действовал в Ляодуне под номинальным руководством династии Мин. В попытке объединить силы династии Мин на северной границе под единым командованием генерал Юань Чунхуань заманил в ловушку и казнил Мао Вэньлуна в 1629 году. Хотя Юань надеялся завербовать сторонников Мао в регулярную армию династии Мин, некоторые из них, включая Кун Юдэ и Гэн Чжунмина, отказались присоединиться к нему. Кун Юдэ и Гэн Чжунмин имели близкие отношения, некоторые исторические источники указывают, что они были назваными братьями, вместо этого они оба уехали в Дэнчжоу, чтобы работать на Сунь Юаньхуа. Во время службы в Дэнчжоу Кун и Гэн были среди офицеров, которые научились пользоваться новыми европейскими пушками, которые Сун получил в португальской колонии Макао.

### Мятеж
В сентябре 1631 года династия Поздняя Цзинь осадила северную крепость Далинхе. Сунь приказал Кунг Юдэ усилить минского генерала Цзу Дашоу, который был пойман в ловушку в Далинхе. Вместо того, чтобы вступить в битву, Кун решил разграбить окружающую местность. В феврале 1632 года Кун Юдэ напал на гарнизон Суна в Дэнчжоу, где находился Гэн Чжунмин. Гэн повернулся против Сунь Юаньхуа, и Денчжоу пал под натиском Кун Юдэ. Среди потерь в битве были несколько португальских специалистов-артиллеристов из Макао, которые обучали войска династии Мин. Кун и Гэн захватили западные пушки. Суну позволили уйти невредимым, но впоследствии он был казнен за дезертирство после прибытия в столицу династии Мин Пекин.

### Дезертирство
После захвата Денчжоу Кун Юдэе осадил гарнизон династии Мин в Лайчжоу. В ответ двор династии Мин направил войска под командованием шурина Цзу Дашоу, У Сяна, в сопровождении его сына У Саньгуя. В 1633 году Кун и Гэн бежали из Шаньдуна морем. После нескольких морских сражений с войсками династии Мин и корейскими войсками по пути они высадились в Ляодуне с примерно 14 000 сторонниками. Затем они перешли на сторону маньчжурской династии Поздняя Цзинь и подарили свою артиллерию Денчжоу хану Хунтайцзи. Их бывший соратник при Мао Вэньлуне, Шан Кэси, вскоре присоединился к ним в 1634 году. Хунтайцзи переименовал Позднюю династию Цзинь в династию Цин в 1636 году.

### Дальнейшая карьера
Кун Юдэ участвовал во маньчжурском вторжении в провинцию Шаньси в 1634 году. Кун, Гэн и Шан Кэси участвовали во втором маньчжурском вторжении в Корею. Кун и Шан также участвовали в осаде Цзиньчжоу против Цзу Дашоу. Все трое мужчин также участвовали в войне против повстанческих войск под предводительством Ли Цзичэна. Конг Юде продолжал сражаться против сил Южной династии Мин на протяжении 1640-х годов, когда династия Цин укрепила свой контроль над собственно Китаем, особенно в Хунани и Гуанси.
В 1652 году Кун Юдэ сражался с армиями Южной династии Мин в Гуанси, когда его обошел с фланга генерал-лоялист династии Мин Ли Динго. Поскольку бежать было некуда, Кун Юдэ покончил с собой в Гуйлине. Кун был похоронен за воротами Чжаньи в Пекине.

## Семья
Кун Юдэ утверждал, что является потомком Конфуция. Это заявленное происхождение, повторяющееся в его биографиях эпохи Цин, скорее всего, было выдумкой. Оно было отвергнуто официально признанными потомками Конфуция в Шаньдуне, и семья запретила ему посещать кладбище Конфуция, чтобы отдать дань уважения.
Его дочь Кун Сижэнь вышла замуж за генерала Сунь Яньлина (+ 1677), военного губернатора провинции Гуанси, и поддержала его участие в восстании трех феодалов.